# Nephrotoma perlepida
Nephrotoma perlepida är en tvåvingeart som beskrevs av Alexander 1956. Nephrotoma perlepida ingår i släktet Nephrotoma och familjen storharkrankar.
Artens utbredningsområde är Uganda. Inga underarter finns listade i Catalogue of Life.